# Bill Lesuk
William Anton „Bill“ Lesuk (* 1. November 1946 in Moose Jaw, Saskatchewan) ist ein ehemaliger kanadischer Eishockeyspieler und -scout, der im Verlauf seiner aktiven Karriere zwischen 1963 und 1980 unter anderem 397 Spiele für die Boston Bruins, Philadelphia Flyers, Los Angeles Kings, Washington Capitals und Winnipeg Jets in der National Hockey League (NHL) sowie 368 weitere Partien ebenfalls für die Winnipeg Jets in der World Hockey Association (WHA) auf der Position des linken Flügelstürmers bestritten hat. Lesuk gehört zu den wenigen Spielern, die im Verlauf ihrer Karriere sowohl den Stanley Cup der NHL als auch die Avco World Trophy der WHA gewinnen konnten.

## Karriere
Lesuk verbrachte seine Juniorenzeit zwischen 1963 und 1967 bei den Weyburn Red Wings, mit denen er zunächst drei Jahre in der Saskatchewan Junior Hockey League (SJHL) spielte und währenddessen am Saisonende zweimal in eines der Auswahlteams der Liga berufen wurde. Nachdem der Flügelstürmer im Frühjahr 1966 als Leihspieler mit den Estevan Bruins am Memorial Cup teilgenommen hatte, lief er in der Saison 1966/67 mit den Red Wings in der Canadian Major Junior Hockey League (CMJHL) auf, die ein Vorläufer der Western Hockey League (WHL) war. Im Verlauf seiner Juniorenkarriere absolvierte Lesuk in beiden Ligen insgesamt 279 Partien, in denen er 287 Scorerpunkte sammelte. Sein bestes Jahr hatte er dabei im Spieljahr 1966/67, als er in 61 Einsätzen 87 Torbeteiligungen vorzuweisen hatte.
Bereits während seiner Juniorenzeit war Lesuk, der zunächst ein Nachwuchsspieler der Detroit Red Wings aus der National Hockey League (NHL) gewesen war, im Februar 1966 gemeinsam mit Gary Doak, Ron Murphy und wenige Monate später auch Steve Atkinson zu den Boston Bruins transferiert worden, die dafür Leo Boivin und Dean Prentice nach Detroit abgaben. Beim Wechsel in den Profibereich im Sommer 1967 schaffte es der 20-Jährige aufgrund der großen Konkurrenz nicht, sich einen Stammplatz im NHL-Kader der Bruins zu erarbeiten. Stattdessen verbrachte er die drei Jahre zwischen 1967 und 1970 in den Farmteams Bostons. Zunächst stand der Angreifer zwei Spielzeiten lang im Aufgebot der Oklahoma City Blazers aus der Central Hockey League (CHL), anschließend war er in der Saison 1969/70 für die Hershey Bears in der American Hockey League aktiv. In diesem Zeitraum kam Lesuk zu lediglich elf Einsätzen für die Boston Bruins in der NHL. Darunter befanden sich jedoch auch zwei Einsätze in der Finalserie der Stanley-Cup-Playoffs 1970 gegen die St. Louis Blues, die die Bruins mit 4:0 für sich entschieden und der Stürmer somit die gleichnamige Trophäe mit dem Team gewann.
Trotz des Erfolgs endete die Zeit des Kanadiers in Boston nur etwa einen Monat nach dem Titelgewinn im Juni 1970, da er im Intra-League Draft von den Philadelphia Flyers ausgewählt wurde. Bei den Flyers gelang es Lesuk sich in den folgenden eineinhalb Spielzeiten in der NHL zu etablieren. Mit 36 Scorerpunkten stellte der Rookie eine NHL-Karrierebestmarke auf. Nach einem schwachen Start in das Spieljahr 1971/72 mit lediglich 13 Punkten aus 45 Spielen wurde der Offensivspieler Ende Januar 1972 in einem insgesamt sieben Spieler umfassenden Transfergeschäft an die Los Angeles Kings abgegeben. Während er gemeinsam mit Jim Johnson und Serge Bernier zu den Kaliforniern ging, wechselten Bill Flett, Eddie Joyal, Jean Potvin und Ross Lonsberry an die Ostküste nach Philadelphia. In Los Angeles verblieb Lesuk weitere zweieinhalb Jahre bis zum Juli 1984, ehe er an die neu in die Liga aufgenommenen Washington Capitals verkauft wurde. Für die Hauptstädter absolvierte er in der Saison 1974/75 79 Spiele.
Im Sommer 1975 entschied sich der 28-Jährige dazu, der NHL den Rücken zu kehren und in die zu dieser Zeit mit der NHL in Konkurrenz stehende World Hockey Association (WHA) zu wechseln. Dort hatten sich die Winnipeg Jets im Juni 1975 seine WHA-Transferrechte von den Edmonton Oilers in einem Transfer gesichert, nachdem diese bereits seit dem WHA General Player Draft im Februar 1972 im Besitz selbiger gewesen waren. Bei den Jets verbrachte der Flügelspieler in den folgenden fünf Jahren die erfolgreichste Zeit seiner Karriere. Zwischen 1976 und 1979 gewann er mit dem Franchise dreimal die Avco World Trophy. Damit wurde er zu einem der wenigen Spieler, die im Verlauf ihrer Karriere sowohl den Stanley Cup der NHL als auch die Avco World Trophy der WHA gewinnen konnten. Mit 41 Scorerpunkten in 78 Spielen absolvierte er in der Saison 1976/77 sein persönlich bestes Jahr in einer der beiden Ligen. Schließlich verblieb er auch über den Sommer 1979 hinaus Bestandteil des Jets-Kaders, nachdem sie durch die Auflösung der WHA als eines von vier Franchises in die NHL aufgenommen worden waren. Im Anschluss an die Saison 1979/80, in der Lesuk in 49 Spielen lediglich ein Tor vorbereitete, beendete er im Alter von 33 Jahren seine aktive Karriere.
Lesuk verblieb jedoch über sein Karriereende hinaus in der Organisation der Winnipeg Jets und wurde zur Spielzeit 1980/81 als Scout weiter beschäftigt. Im Sommer 1989 wurde er zum Director of Scouting befördert. Diese Position behielt er auch über den Umzug des Franchises nach Phoenix im US-Bundesstaat Arizona im Sommer 1996 hinaus inne, sodass er von 1996 bis 2000 bei den Phoenix Coyotes angestellt war. Zur Saison 2000/01 wechselte Lesuk den Arbeitgeber und war bis zu seiner Entlassung im November 2003 Director of Scouting des Ligakonkurrenten Chicago Blackhawks. In der Saison 2005/06 kehrte er als Scout der Boston Bruins zu seinen Wurzeln zurück. Im Jahr 2009 wurde er mit der Aufnahme in die Manitoba Hockey Hall of Fame für seine Verdienste um das Eishockey in der kanadischen Provinz Manitoba ausgezeichnet.

## Erfolge und Auszeichnungen
| - 1965 SJHL Second All-Star Team - 1966 SJHL First All-Star Team - 1970 Stanley-Cup-Gewinn mit den Boston Bruins - 1976 Avco-World-Trophy-Gewinn mit den Winnipeg Jets | - 1978 Avco-World-Trophy-Gewinn mit den Winnipeg Jets - 1979 Avco-World-Trophy-Gewinn mit den Winnipeg Jets - 2009 Aufnahme in die Manitoba Hockey Hall of Fame |

## Karrierestatistik
(Legende zur Spielerstatistik: Sp oder GP = absolvierte Spiele; T oder G = erzielte Tore; V oder A = erzielte Assists; Pkt oder Pts = erzielte Scorerpunkte; SM oder PIM = erhaltene Strafminuten; +/− = Plus/Minus-Bilanz; PP = erzielte Überzahltore; SH = erzielte Unterzahltore; GW = erzielte Siegtore; 1 Play-downs/Relegation; Kursiv: Statistik nicht vollständig)